# Butleria
Butleria — рід грибів родини Elsinoaceae. Назва вперше опублікована 1914 року.

## Класифікація
До роду Butleria відносять 1 вид:
- Butleria inaghatahani